# Ronnie Smith
Ronnie Eugene Smith (* 21. April 1962 in Galveston; † 17. Dezember 2011 in Georgia) war ein US-amerikanisch-französischer Basketballspieler.

## Leben
Smith besuchte die Ball High School in Galveston im US-Bundesstaat Texas, gehörte dort in seinen beiden letzten Jahren nicht der Basketballmannschaft an. Auch im ersten Jahr nach dem Ende seiner Schulzeit spielte Smith nicht wettbewerbsmäßig Basketball. Bei Smith setzte nach der Schulzeit ein Wachstumsschub ein, er erreichte eine Körpergröße von 2,06 Meter. Der auf der Innenposition eingesetzte Smith spielte am Henderson County Junior College (später in Trinity Valley Community College umbenannt) in Athens (Texas), ehe er 1983 an die University of Nebraska in die erste NCAA-Division wechselte. Zwischen 1983 und 1985 bestritt er für Nebraska 57 Spiele (2,7 Punkte, 2,7 Rebounds/Begegnung).
Smith begann seine Laufbahn als Berufsbasketballspieler in Argentinien, spielte dort 1985/86 für Gualeguaychú, in der Saison 1986/87 ab November 1986 für Martigny Basket in der Schweizer Nationalliga B und 1987/88 für Almada in Portugal. 1988 wechselte Smith nach Frankreich, in dem Land blieb er bis zum Ende seiner Laufbahn. Er stand 1988/89 zunächst beim Zweitligisten Vichy unter Vertrag, 1989/90 spielte Smith für Chorale Roanne Basket in der ersten Liga. In Voiron (1990/91), Nancy (1991/92), Besançon (1992 bis 1994) folgten weitere Engagements bei Zweitligisten. Im Spieljahr 1994/95 stand er erst in Diensten des Erstligisten BCM Gravelines, im Laufe der Saison wechselte Smith nach Besançon zurück.
Wieder in der höchsten Spielklasse Frankreichs stand Smith, der mittlerweile die Staatsangehörigkeit des Landes angenommen hatte, von 1995 bis 1997 bei ASVEL Lyon-Villeurbanne und zum Abschluss seiner Laufbahn zwischen 1997 und 2000 bei Élan Béarnais Pau-Lacq-Orthez unter Vertrag.
Smith wurde 1998 und 1999 französischer Meister, 1996 und 1997 Pokalsieger sowie 1993 und 1995 französischer Zweitligameister. Mit ASVEL und Pau-Orthez trat er in den europäischen Vereinswettbewerben Euroleague und Korać-Cup an. Seinen höchsten Saisonmittelwert in der ersten französischen Liga erreichte er in Punkten 1989/90 als Spieler von Roanne (16,4).
Zwischen Oktober 1995 und Juli 1999 wurde Smith in 20 Länderspielen der französischen Nationalmannschaft eingesetzt, in denen er insgesamt 79 Punkte erzielte. 1999 nahm er mit Frankreich an der Europameisterschaft teil und erreichte beim Turnier im eigenen Land mit der Mannschaft das Halbfinale, in dem man ausschied. Smith verbuchte im Verlauf der EM Mittelwerte von 4 Punkten und 2,6 Rebounds je Begegnung.
Nach seiner Rückkehr in die Vereinigten Staaten trat Smith in Georgia in den Polizeidienst ein. Der Vater von zwei Töchtern verunglückte am 17. Dezember 2011 tödlich, als er in der Nähe der Stadt Jackson bei einem Einsatz mit einem Polizeiwagen von der Straße abkam.